# Сембелло, Майкл
Майкл Э́ндрю Сембе́лло (англ. Michael Andrew Sembello, род. 17 апреля 1954 года в Филадельфии, Пенсильвания, США) — американский поп-исполнитель, гитарист и композитор, наиболее известный благодаря хиту 1983 года «Maniac». Лауреат премии «Грэмми» (1984).

## Биография
Родился в 1954 году в Филадельфии, провёл детство в Ардморе (Пенсильвания). С девяти лет начал играть на гитаре, в 14 лет брал уроки гитарной игры у Пэта Мартино и Чака Эндерсона. В начале 1970-х вошёл в состав группы Стиви Уандера, а в дальнейшем принимал участие в записи релизов и для других исполнителей, таких как Сержио Мендес, Стивен Бишоп, Рэнди Кроуфорд и Дэвид Санборн, а также для группы «The Jackson 5».
Успех к исполнителю пришёл с выходом в 1983 году дебютного сингла «Maniac», вошедшего в саундтрек фильма «Танец-вспышка». Альбом с музыкой к этому фильму стал шестикратно платиновым, а сам исполнитель, который совместно с Дэннисом Маткоски выступил и как автор своей песни «Maniac», стал в 1984 одним из лауреатов премии «Грэмми», а также был номинирован на премию «Оскар». Композиция поднялась на первую строчку чарта «Billboard Hot 100»; стала успешной и в хит-парадах других стран. Дебютный альбом «Bossa Nova Hotel», выпущенный в 1983 году, получил некоторый успех в чарте «Billboard 200». Остальные релизы музыканта оказались несколько менее заметными для слушателей.
В конце 1990-х Майкл Сембелло основал джаз-коллектив «The Bridge», выпустивший единственный одноимённый альбом.
Музыкант был автором песен для таких исполнителей как Чака Хан, Джордж Бенсон, Герардо Мехия, «New Edition», «The Temptations» и Донна Саммер.
Братья — музыканты Дэн «Дэнни» и Джон Сембелло. Дэн стал известен по работе над саундтреком к фильму «Полицейский из Беверли-Хиллз», благодаря которому он также стал лауреатом «Грэмми» в 1985 году.

## Награды и номинации

### Награды
- «Грэмми» (1984) — лучший альбом, являющийся саундтреком к фильму, телевидению или другому визуальному представлению (за песню «Maniac»)[5]

### Номинации
- «Грэмми» (1981) — лучший альбом, являющийся саундтреком к фильму, телевидению или другому визуальному представлению (совместно со Стиви Уандером и Стефани Эндрюс)[5]
- «Оскар» (1984) — лучшая песня к фильму (за песню «Maniac»)[5]
- «Золотой глобус» (1984) — лучшая песня к фильму (за песню «Maniac»)[5]
- «Золотая малина» (1986) — худшая песня к фильму (за песню «Smooth Talker»)[5]

## Дискография

### Альбомы
- «Bossa Nova Hotel» (1983)
- «Without Walls» (1986)
- «Caravan Of Dreams» (1992)
- «The Lost Years» (2003)

### Синглы
- «Summer Lovers» (1982)
- «Maniac» (1983) —  US #1, US AC #34, US Dance #6, US Rock #34[13],  SUI #2,  GER #6,  NED #10,  BEL ( Vl) #11,  NZL #7[7]
- «Talk» (1983) —  US AC #25[14]
- «Automatic Man» (1983) —  US #34, US Dance #14[15],  GER #66[16]
- «Gravity» (1985)
- «Wonder Where You Are» (1986) —  US R&B #79[17]
- «Tear Down The Walls» (1986)
- «Maniac 2010» (2010) —  UK #180[18]

### Прочие
- Re-Turn feat. Michael Sembello — «Maniac 2002» (2002)